# 2349 Kurchenko
2349 Kurchenko este un asteroid din centura principală, descoperit pe 30 iulie 1970 de Tamara Smirnova.